# Левобережный Дворец культуры металлургов
Левобережный Дворец культуры металлургов (полное наименование — Частное учреждение ОАО «ММК» «Левобережный Дворец культуры металлургов»). Расположен в городе Магнитогорске.

## История
Открыт в 1936 году. Являлся частью единого комплекса «Дворец культуры металлургов и драматический театр им. А. С. Пушкина». Построен по проекту архитекторов П. Бронникова и М. Куповского. Лепные украшения, естественно вписавшиеся в художественное оформление комплекса, выполнены группой московских скульпторов под руководством профессора Митковицера. Стены театрального зала и холла украшают более 30 барельефов с разнообразными героико-жанровыми сюжетами и портретами писателей, композиторов. Перед главным фасадом здания воздвигнут памятник А. С. Пушкину (скульптор С. Д. Меркулов).
ДК Металлургов, в 1930-е годы носивший название Клуб культуры им. В. Маяковского, с первых дней стал центром самодеятельного творчества первостроителей Магнитки. Здесь были созданы первые коллективы художественной самодеятельности, многие из которых впоследствии получили звания «народный», «образцовый», стали лауреатами и дипломантами областных, всероссийских, всесоюзных и международных фестивалей и конкурсов самодеятельного творчества.

## Руководство
С 1994 г. по 2013 г. — Рытова Надежда Владимировна
С 2013 г. по настоящее время — Марченков Вадим Анатольевич

## Деятельность
В залах Дворца и в цехах комбината ежегодно проводится более 1000 мероприятий. Дворец занимается организацией городских праздников, театрализованных представлений.
В рабочем здании Дворца расположены музей Магнитогорского металлургического комбината и «Универсальная массовая библиотека», спортивный зал и классы для занятий коллективов самодеятельного творчества и спортивных секций, которые являются «золотым фондом» Дворца. Многие коллективы имеют многолетние традиции, носят высокое звание «народный» и «образцовый». В коллективах занимаются свыше 800 человек.